# Melchisédech Thévenot
Melchisédech (o Melchisédec) Thévenot (1620 circa – Issy, 29 ottobre 1692) è stato uno scrittore, scienziato, orientalista viaggiatore, cartografo, inventore e diplomatico francese.
Considerato l'inventore della livella, è noto anche per il suo libro del 1696 L'arte di nuotare, uno dei primi libri scritti in materia e molto noto nel XVIII secolo (annoverando tra i suoi lettori Benjamin Franklin, appassionato nuotatore). Il libro descriveva in particolare lo stile rana. Fu tra i membri fondatori dell'Académie Royale des Sciences (l'Accademia Reale delle Scienze).